# Lubuk Kapundung II
Lubuk Kapundung II is een bestuurslaag in het regentschap Mandailing Natal van de provincie Noord-Sumatra, Indonesië. Lubuk Kapundung II telt 671 inwoners (volkstelling 2010).